# Asklepios Harzklinik Goslar

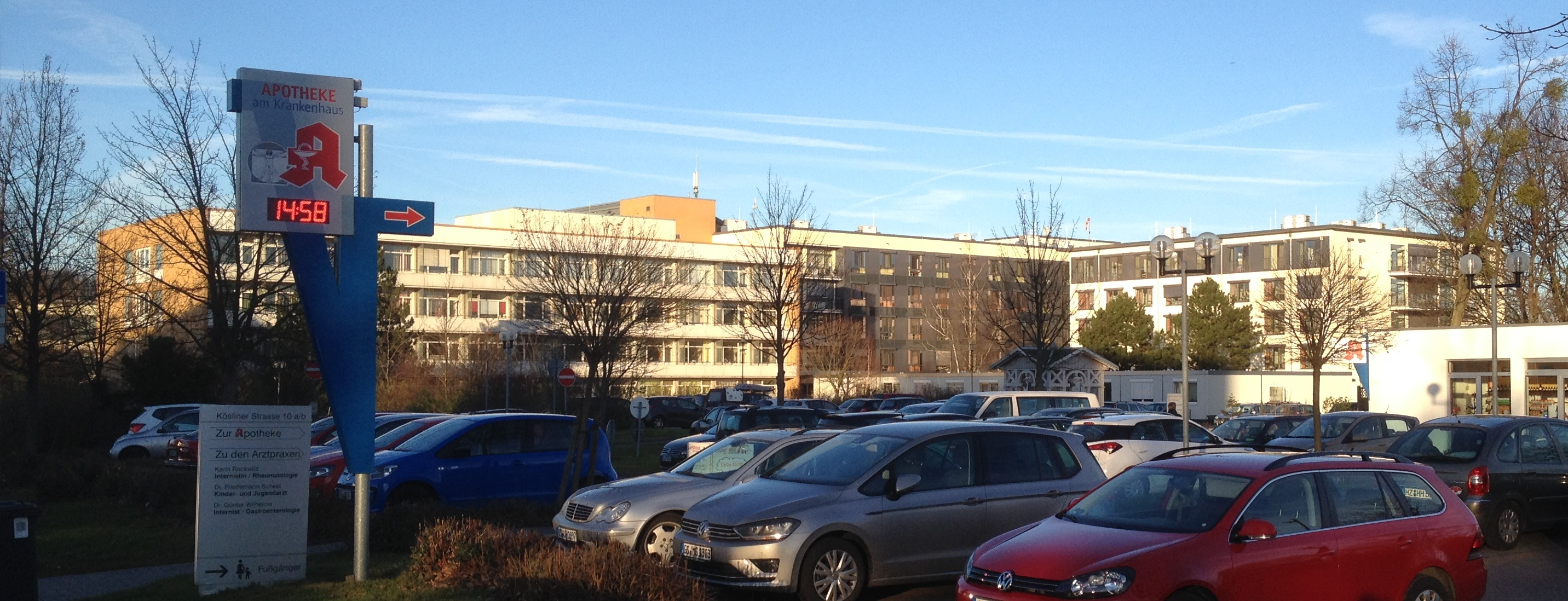
Asklepios Harzklinik Goslar

Die Asklepios Harzklinik Goslar in Niedersachsen ist eine Einrichtung der Asklepios Kliniken Verwaltungsgesellschaft mbH und sichert die medizinische Grundversorgung vor allem für die Bevölkerung im Landkreis Goslar.

## Profil
Die Asklepios Harzklinik Goslar wurde 1970 am aktuellen Standort im Stadtteil Jürgenohl (Kösliner Straße 12) als Krankenhaus Goslar eröffnet und entwickelte sich in der Zwischenzeit stark weiter.  Der wichtigste Vorläufer war das mehrere Jahrzehnte existierende Krankenhaus, das die Einwohner „Vereinskrankenhaus“ nannten.
Mit 269 Betten gehört das Klinikum in Goslar zu den mittelgroßen deutschen Krankenhäusern. Jährlich werden rund 14.000 Patienten stationär und über 17.000 ambulant von rund 120 Ärzten und 360 Pflegekräften behandelt (Stand: Dezember 2024). Die Klinik fungiert auch als Akutkrankenhaus für den Nordharz.
Seit 2020 ist die Harzklinik Goslar ein Akademisches Lehrkrankenhaus der Georg-August-Universität Göttingen für die Fächer Chirurgie, Innere Medizin und Anästhesiologie.

## Fachbereiche
Die Asklepios Harzklinik Goslar umfasst die nachfolgend aufgeführten Kliniken (Stand: März 2025).
- Allgemein-, Viszeral- & Thoraxchirurgie
- Anästhesie und Intensivmedizin
- Brustzentrum Goslar
- Darmkrebszentrum
- Frauenheilkunde und Geburtshilfe
- Gastroenterologie und Hepatologie
- Gefäßchirurgie, endovaskuläre Chirurgie und Phlebologie
- Geriatrie
- Hämatologie, Onkologie und Palliativmedizin
- Hals-Nasen-Ohrenheilkunde (Belegabteilung)
- Kardiologie, Diabetologie, Angiologie und internistische Intensivmedizin
- Mund-Kiefer-Gesichts-Chirurgie (Belegabteilung)
- Unfallchirurgie und Orthopädie
- Urologie
- Zentrale Notaufnahme

## Medizinische Versorgungszentren
Am Standort befindet sich das Asklepios MVZ Harz mit folgenden Fachrichtungen (Stand: März 2025).
- Allgemeinchirurgie und Viszeralchirurgie
- Gastroenterologie
- Gynäkologie und Geburtshilfe
- Kardiologie und Pneumologie
- Neurologie
- Orthopädie
- Rheumatologie
- Unfallchirurgie und Gefäßchirurgie